# Sarah Stiles
Sarah Stiles (Massachussets, 20 de junio de 1979) es una cantante y actriz estadounidense conocida por su trabajo en el teatro Off-Broadway y Broadway. 
Interpretó el papel de Kate Monster / Lucy the Slut en Avenue Q, y actuó en el musical Vanities, en el que interpretó al personaje de Joanne, y recientemente participó en Steven Universe: La película, interpretando a Espinela, antagonista trágica de la película. Fue nominada para el Premio Tony a la mejor actriz de reparto en una obra de teatro en 2015 por su actuación en Hand to God y el Premio Tony a la mejor actriz de reparto en un musical en 2019 por su actuación en Tootsie.

## Biografía
Stiles nació el 20 de junio de 1979 en Massachusetts y luego se crio en Strafford, New Hampshire asistiendo a la Escuela Primaria Strafford. Después de la secundaria, Stiles comenzó su carrera en la preparatoria en la Academia Coe-Brown Northwood en New Hampshire.

## Carrera
A la edad de 12 años, Stiles comenzó a involucrarse con producciones teatrales en Portsmouth, New Hampshire. Su primer papel fue cuando interpretó al personaje principal en Annie en el Seacoast Repertory Theatre. Cuando era adolescente, Stiles desempeñó otros dos papeles principales mientras vivía en New Hampshire: Dorothy en El mago de Oz y La Cenicienta en Cinderella. Stiles amaba tanto las artes escénicas que pasó sus veranos trabajando en el Prescott Park Arts Festival en Portsmouth. 
Antes de involucrarse con producciones de Broadway, se formó en la American Musical and Dramatic Academy en la ciudad de Nueva York. Stiles es conocida por sus dos papeles en la producción de Off-Broadway Avenue Q, que es la historia de una estudiante universitaria que se muda a la ciudad de Nueva York con grandes sueños pero vive en Avenue-Q y tiene muy poco dinero. Stiles interpreta a Kate Monster y Lucy the Slut, que son dos títeres que controla durante todo el espectáculo. 
Después de que Stiles pasó gran parte de su tiempo en la producción de Avenue Q, más tarde le ofrecieron el papel de Joanne en Vanities, un proyecto en el que Stiles ha estado involucrada durante un período de dos años. Vanities estaba ubicado en el Pasadena Playhouse en Pasadena, California, pero finalmente fue trasladado a Second Stage en Nueva York. Este papel en Vanities eventualmente llevó a Stiles a involucrarse en la grabación de un álbum para las canciones. 
Interpretó el papel de Caperucita Roja en el musical Into the Woods de Stephen Sondheim y James Lapine en el Teatro Delacorte de Nueva York como parte de Shakespeare in the Park. Ella protagoniza junto a las nominada al Premio de la Academia Amy Adams y los ganadores del Premio Tony Donna Murphy y Denis O'Hare. 
En 2017, Stiles apareció en la serie de televisión Epix Get Shorty. Stiles apareció en la película de 2018 Unsane. 
Aparece en la versión musical de la película Tootsie a partir de septiembre de 2018, que se estrenó en Chicago en el Cadillac Palace Theatre del 11 de septiembre al 14 de octubre de 2018. El musical se estrenó en Broadway en abril de 2019. 
En 2019, Stiles le dio su voz al personaje Espinela, la principal antagonista de la película de televisión de Cartoon Network, Steven Universe: La película.

## Discografía
Además de haber actuado en muchos escenarios diferentes en varios shows off-Broadway, Stiles ha encontrado el tiempo para participar en tres álbumes diferentes para tres obras. La primera grabación de su álbum fue cantar para el papel de Joanne, para el musical Vanities the Musical. La grabación de su segundo álbum fue cuando cantó como el personaje de Nazirah para el musical, The Road to Qatar. Más recientemente, se la puede escuchar en el álbum para la adaptación musical de James and the Giant Peach de Roald Dahl como la Araña. 

## Créditos
Teatro
- El mago de Oz, North Shore Music Theatre, 2002 (Dorothy)
- Grease, Paper Mill Playhouse, 2003 (Frenchy)
- Summer, Nueva York, lectura, 2003 (Ensemble / Otros Roles)
- Avenue Q, transferencia a Broadway, 2003 (Kate Monster [Reemplazo]; Lucy The Slut [Reemplazo]; Otros Personajes [Reemplazo])
- The 25th Putnam County Spelling Bee, transferencia a Broadway, 2005 (Logainne Schwartzandgrubenierre [Understudy] [Reemplazo]; Marcy Park [Understudy] [Reemplazo]; Olive Ostrovsky [Understudy] [Reemplazo])
- Captain Louie, producción original Off-Broadway, 2005 (intérprete)
- The Full Monty, North Shore Music Theatre, 2005 (Estelle Genovese)
- What a Glorious Feeling, Nueva York, lectura, 2006 (intérprete)
- Doctor Dolittle, gira de avivamiento, 2006 (intérprete)
- The 25th Annual Putnam County Spelling Bee, gira nacional, 2006 (Logainne Schwartzandgrubenierre)
- The Road to Qatar, Off-Broadway, York Theatre Company Production, 2011 (Nazirah)
- On a Clear Day You Can See Forever, Broadway, 2011 (Muriel Bunson)
- Hand to God, Off-Broadway, 2014 (Jessica)
- Hand to God, Broadway, 2015 (Jessica)
- Tootsie, Chicago, 2018 (Sandy Lester)
- Tootsie, Broadway, 2019 (Sandy Lester)

Cine y televisión
- Lab Rats (2013) - Representante de la Casa Blanca
- The Blacklist (2016) - Recepcionista
- I'm Dying Up Here (2017) - Toni Luddy
- Sunny Day (2017–18) - Lacey (voz)
- Get Shorty (2017–18) - Gladys
- Billions (2018-19) - Bonnie Barella
- Unsane (2018) - Jill
- Dietland (2018) - Suzy
- Steven Universe: La película (2019) - Espinela (voz)
- Steven Universe Future (2020) - Espinela (Voz)
- En los boxes (2021) - Beth (papel principal)
- Transformers: el despertar de las bestias (2023) - Jillian
- Hazbin Hotel (2024) - Mimzy